# Bonacynodon schultzi
Bonacynodon — викопний рід цинодонтів, що проживав на території сучасної південної Бразилії в тріасовому періоді (ладиній—карній). Рід монотипний, містить лише типовий вид Bonacynodon schultzi. B. schultzi відомий за двома зразками, що складаються з двох неповних черепів і деяких погано збережених частин посткраніального скелета.

## Назва
Родова назва Bonacynodon дана на честь аргентинського палеонтолога Хосе Бонапарте.

## Опис
Bonacynodon відомо з двох скам'янілостей, знайдених у відкладеннях формування Санта-Марія в бразильському штаті Ріу-Гранді-ду-Сул. Голотип складається з фрагментарного черепа із щелепами, а також елементів посткраніального скелета.